# Prima ti suono e poi ti sparo
Prima ti suono e poi ti sparo (Der Kleine Schwarze mit dem roten Hut) è un film del 1975 diretto da Franz Antel, accreditato come Francois Legrand.
Il film è conosciuto anche col titolo Johnny Chitarra.

## Trama
Il piccolo villaggio del West, Little Lake, è sotto l'incubo di un bandito che saccheggia d'ogni bene i poveri cittadini e uccide tutti gli sceriffi. La comunità, decisa a farsi difendere, assume il famoso pistolero Red Jack il quale, tuttavia, viene ucciso dal fuorilegge detto il Moro.
Nel frattempo, però, giungono al paese un contadino, che scambiato per Red Jack, per via dei suoi cappelli rossi, viene eletto sindaco; un baro e avventuriero, Johnny e le quattro Gold Sisters.
Johnny Chitarra e le ragazze, acquistato il saloon del villaggio e appoggiati dal nuovo sceriffo, iniziano la battaglia contro il Moro e dopo avventure di ogni genere, dimostrano come il Moro non sia altro che lo pseudo reverendo Innocenzo e scoprono le ragioni delle sue banditesche imprese.